# 沟壑

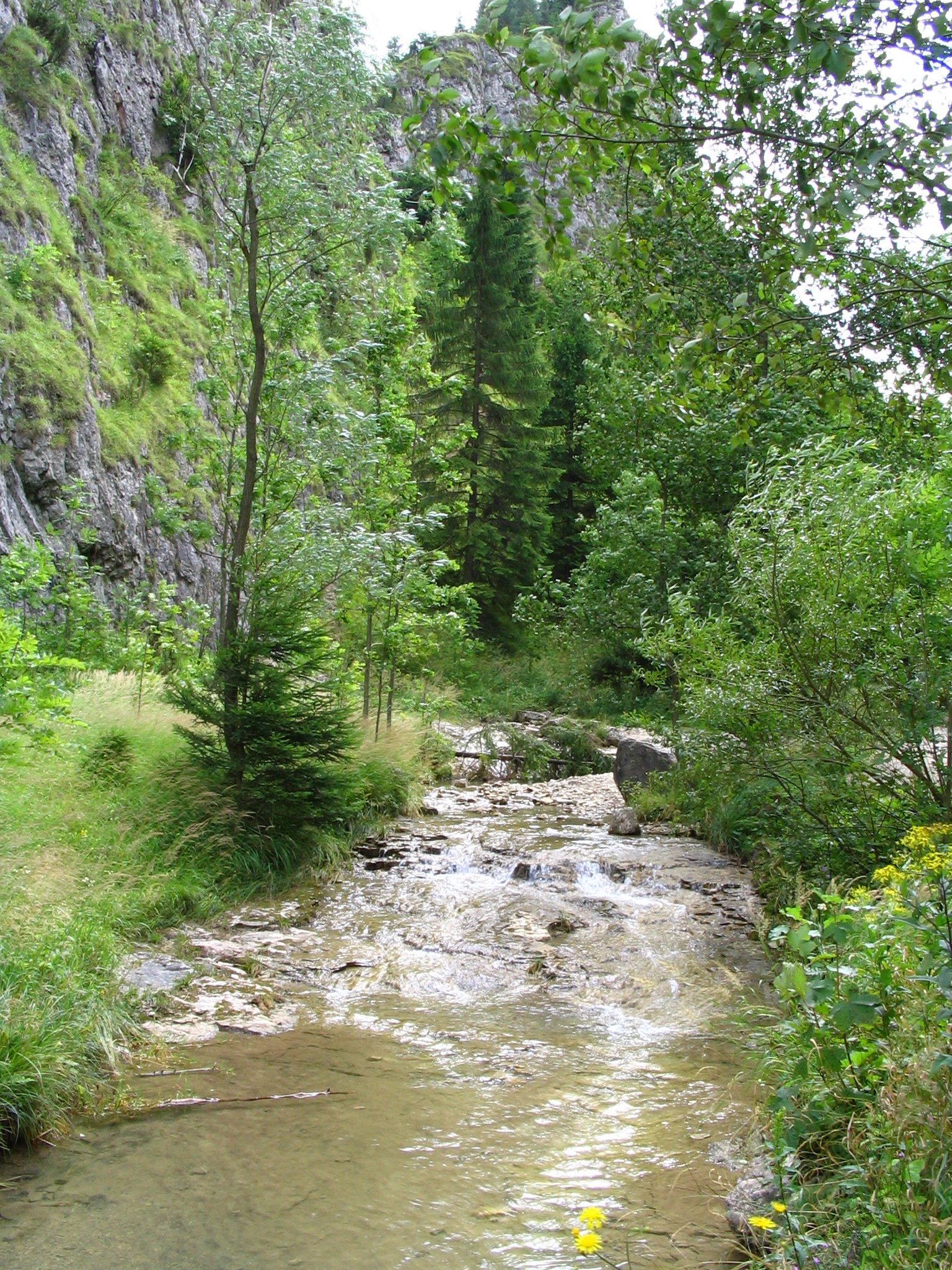
波兰皮耶尼內山脈Homole沟

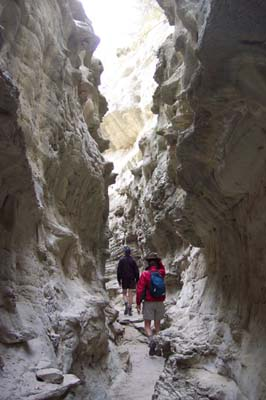
美国蒙大拿州Upper Missouri River Breaks National Monument的一处沟壑

沟壑（英語：ravine）是一种比峡谷窄的地形，一般是溪流在侵蚀作用下形成的。沟壑的规模一般介乎于冲沟和谷地之间。沟壑横截面一般较宽，坡度一般在20%至70%之间。沟壑中可能会有流动着的活水，顺着形成沟壑的下坡通道流下来，但是沟壑大部分都是间歇性干涸的，因为本地的地质规模原因可能无法支撑起常流河所需水流。